# Pseudopalaeosepsis mirifica
Pseudopalaeosepsis mirifica är en tvåvingeart som först beskrevs av Silva 1993.  Pseudopalaeosepsis mirifica ingår i släktet Pseudopalaeosepsis och familjen svängflugor. Inga underarter finns listade i Catalogue of Life.